# Wilhelm Lenk z Wolfsberku
Nikolaus Wilhelm svobodný pán Lenk z Wolfsberku (* 17. března 1809 v Budějovicích ; † 18 října 1894 v Opavě) byl rakouský polní zbrojmistr a vědec z šlechtické rodiny Lenků z Wolfsberku. Od 60. let 19. století držel hodnost generálmajora, byl zemským ředitelem dělostřelectva a podílel se na obraně Vídně během prusko-rakouské války. Zdokonalil proces výroby trinitrocelulózy.

## Vojenská kariéra

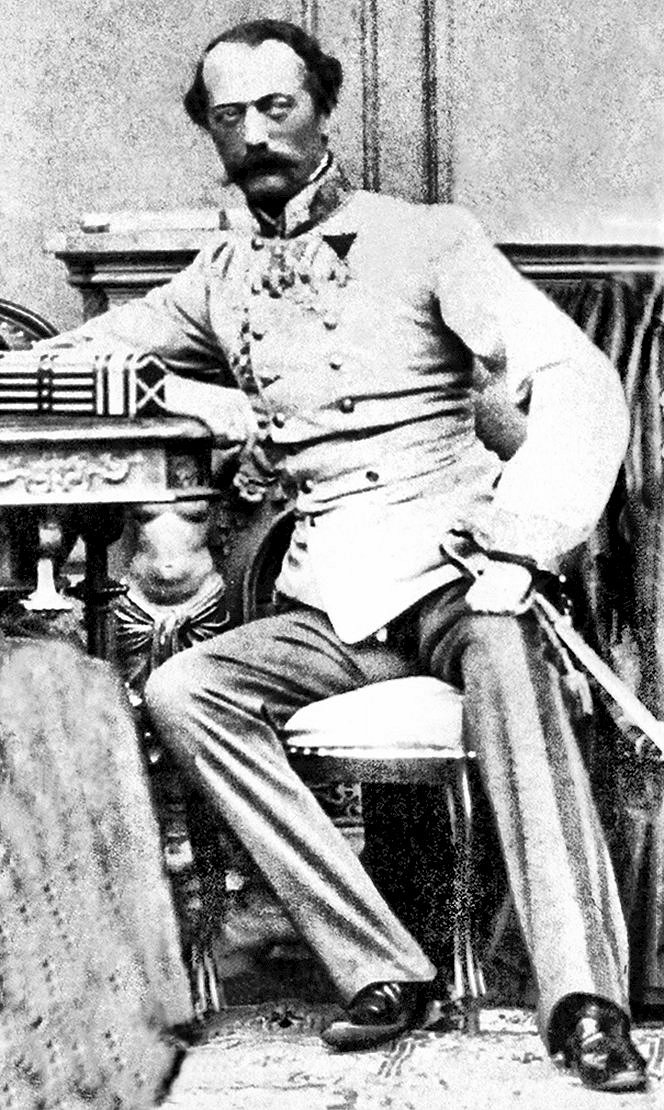
Wilhelm svobodný pán Lenk von Wolfsberg kolem roku 1865

Wilhelm Lenk z Wolfsberku se narodil v roce 1809 v Českých Budějovicích. Ve čtrnácti letech byl formálně přijat do 4. dělostřeleckého pluku císařské armády a od roku 1826 procházel dělostřeleckou přípravou v rakouských vojenských výcvikových střediscích a v dělostřeleckém sboru, kde byl v roce 1831 povýšen do hodnosti poručíka.
V následujících letech byl velitelem dělostřeleckého oddílu v mohučské pevnosti a v roce 1839 se stal nadporučíkem v 1. polním dělostřeleckém pluku.
V roce 1848 opět povýšil a sloužil nejprve u pražského regimentu a rok poté jako velitel v Petrovaradínské pevnosti. V roce 1851 sloužil u vídeňského odboru správy dělostřelectva v 2. dělostřeleckém pluku a ke konci roku byl jž jako major přidělen ke generálnímu oddělení dělostřelectva, kde se mohl plně věnovat své práci v oboru technické chemie.
Wilhelm Lenk byl i nadále povyšován a v říjnu 1857 se stal plukovníkem. Tuto pozici si udržel až do února 1861, kdy byl povýšen na generálmajora a pověřen řízením dělostřeleckého výboru. O rok později byl jmenován zemským ředitelem dělostřelectva ve Vídni.
Během prusko-rakouské války v roce 1866 získal zásluhy jako velitel dělostřelectva opevněného tábora u Vídně posílením předmostí Floridsdorf. To mu přineslo vyznamenání Vojenským záslužným křížem a povýšení na polního maršála.
U příležitosti výročí 50 let Lenkovy vojenské služby mu byl 12. října 1872 udělen Řád železné koruny 2. třídy a byl jmenován velitelem olomoucké pevnosti a tuto funkci zastával až do roku 1877, kdy mu byl udělen čestný titul polního zbrojmistra a na vlastní žádost odešel do důchodu.

## Vědecká kariéra

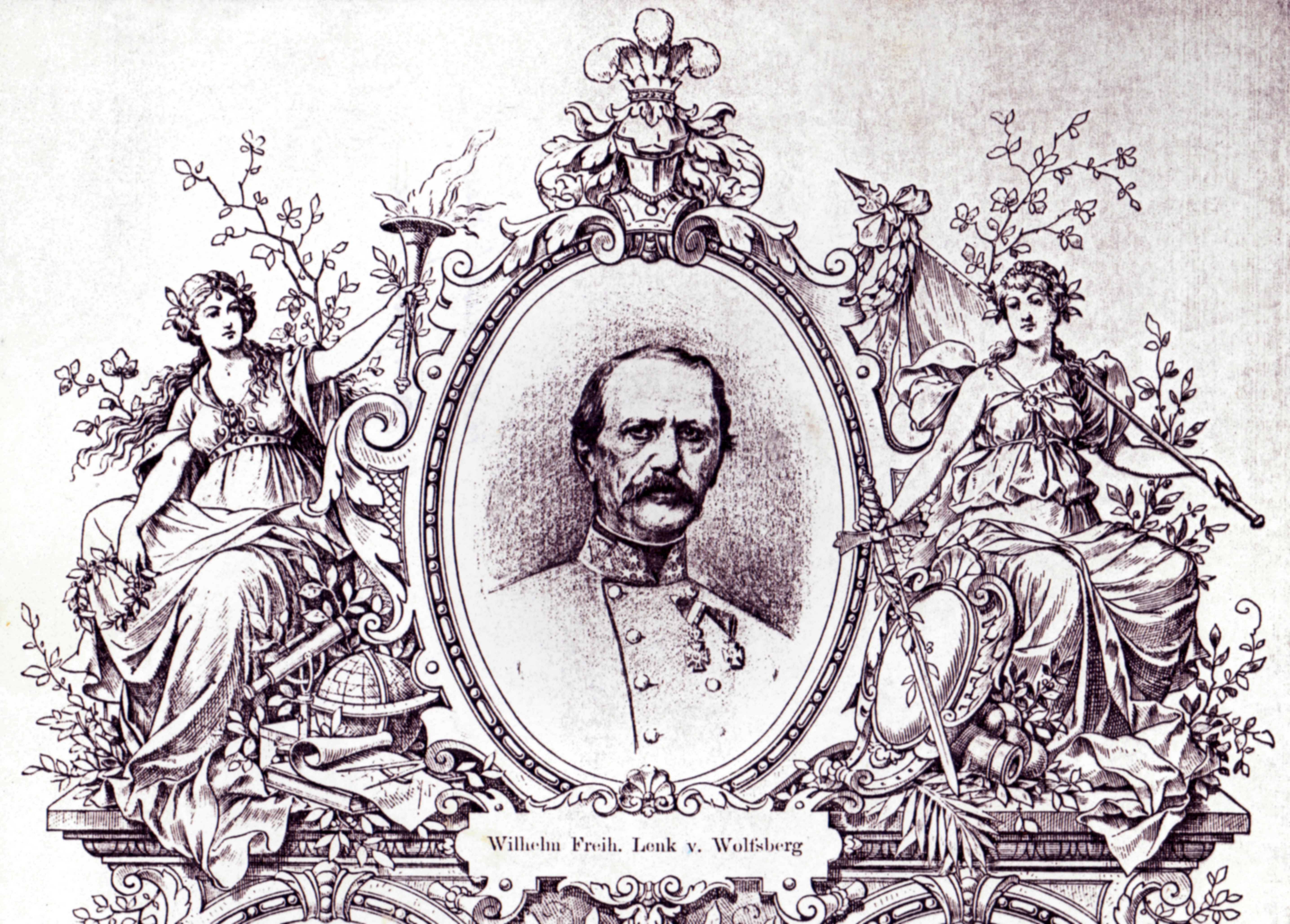
Polní zbrojmistr Wilhelm svobodný pán Lenk z Wolfsberku, 1877

Od roku 1849 se Lenk zabýval vědeckou prací, především zušlechťováním a lisováním střelné bavlny (trinitrocelulózy). Pokusil se použít střelnou bavlnu jako pohonnou látku ve zbraních. V roce 1851 proto byla v Hirtenberku založen c. k. Erární ústav pro střelnou bavlnu, předchůdce zbrojovky Hirtenberger AG, která existuje dodnes.
Ve svém vydání z 27. března 1852 se zmiňoval časopis Oesterreichischer Soldatenfreund o reakcích na jejich rok starý článek týkající se Wilhelma Lenka z Wolfsberku: „Zahraniční noviny byly v poslední době plné zpráv o pokusech prováděných v Mohuči se střelnou bavlnou pro vojenské účely, které jeden c. k. důstojník dělostřelectva natolik zdokonalil, že jeho přípravek dosahuje při použití jak u děl, tak i u malých zbraní, ty nejskvělejší výsledky. Ostatně to, o čem se nyní dovídáme, už naši čtenáři znají z čísla 41 z 5. dubna minulého roku. Jen jsme tehdy váhali jmenovat vynálezce této vylepšené střelné bavlny, ale v současné době, kdy toto jméno již proniklo na veřejnost, věříme, že nebudeme indiskrétní, když jej zde zmíníme. Je jím c. k. major 2. dělostřeleckého pluku baron Lenk z Wolfsberku. 
Wilhelmu Lenkovi se podařilo vyrobit trinitrocelulózu [C12H 7(3NO4)O10], která splňovala armádní požadavky na dlouhou životnost, rovnoměrné spalování při vysoké rychlosti hoření a necitlivost na teploty až do bodu vznícení nad 136 °C. Proces řízeného zhutňování vlákna ve střelné bavlně byl Wilhelmem Lenkem z Wofsburku patentován 4. června 1864. Záhy byl pozván, aby přednášel v Anglii a Francii. Ve Francii osobně přednášel císaři Napoleonovi III. a obdržel z jeho ruky obdržel komandérský kříž Čestné legie a schránku s jeho iniciálami bohatě zdobenou brilianty. Výroba byla ale v Rakousku předčasně ukončena po dvou výbuších zásobníků v roce 1865 kvůli obavám ze samovznícení.
Bylo fatálně unáhlené, že metoda vyvinutá generálmajorem Lenkem z Wolfsberku pro použití střelné bavlny jako pohonné látky ve zbraních nebyla po explozi skladiště využita. Ostatně právě rakouské dělostřelectvo, jehož důstojníci byli absolventi inženýrské akademie, utrpělo nejtěžší porážku u Königgrätzu: baterie mrtvých.
Anastasius Grün
Wilhelm Lenk také vynalezl perkusní pojistku, která se osvědčila, nový druh kartáčového granátu a demontovatelné hlavně pro horská děla. Dále přišel s konstrukcí tzv. klínových spouští pro puškové zbraně. Výsledky byly přesvědčivé, a proto jimi bylo vybaveno 30 polních baterií.

## Rodina

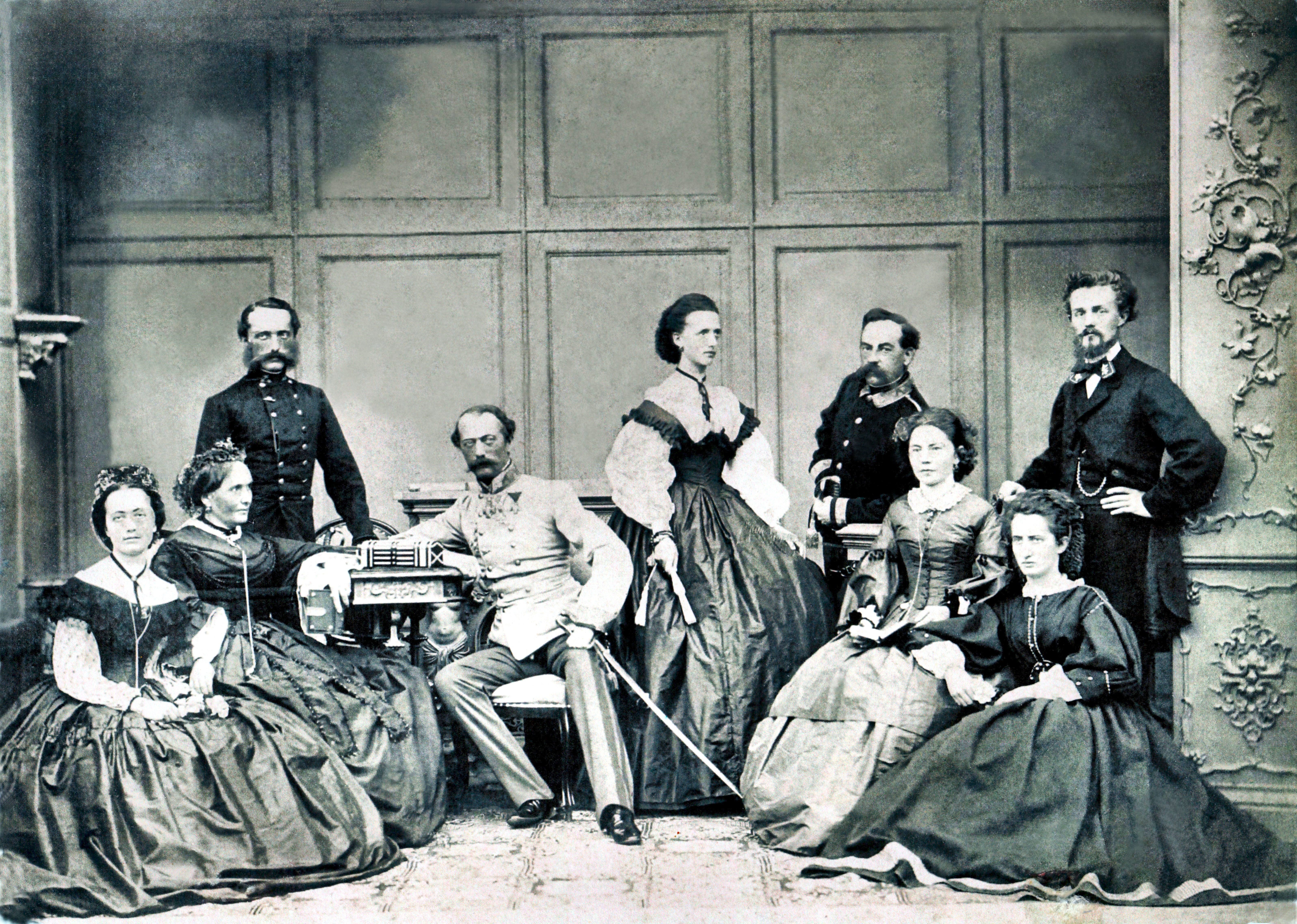
Rodina Lenků z Wolfsberku (kolem roku 1865)

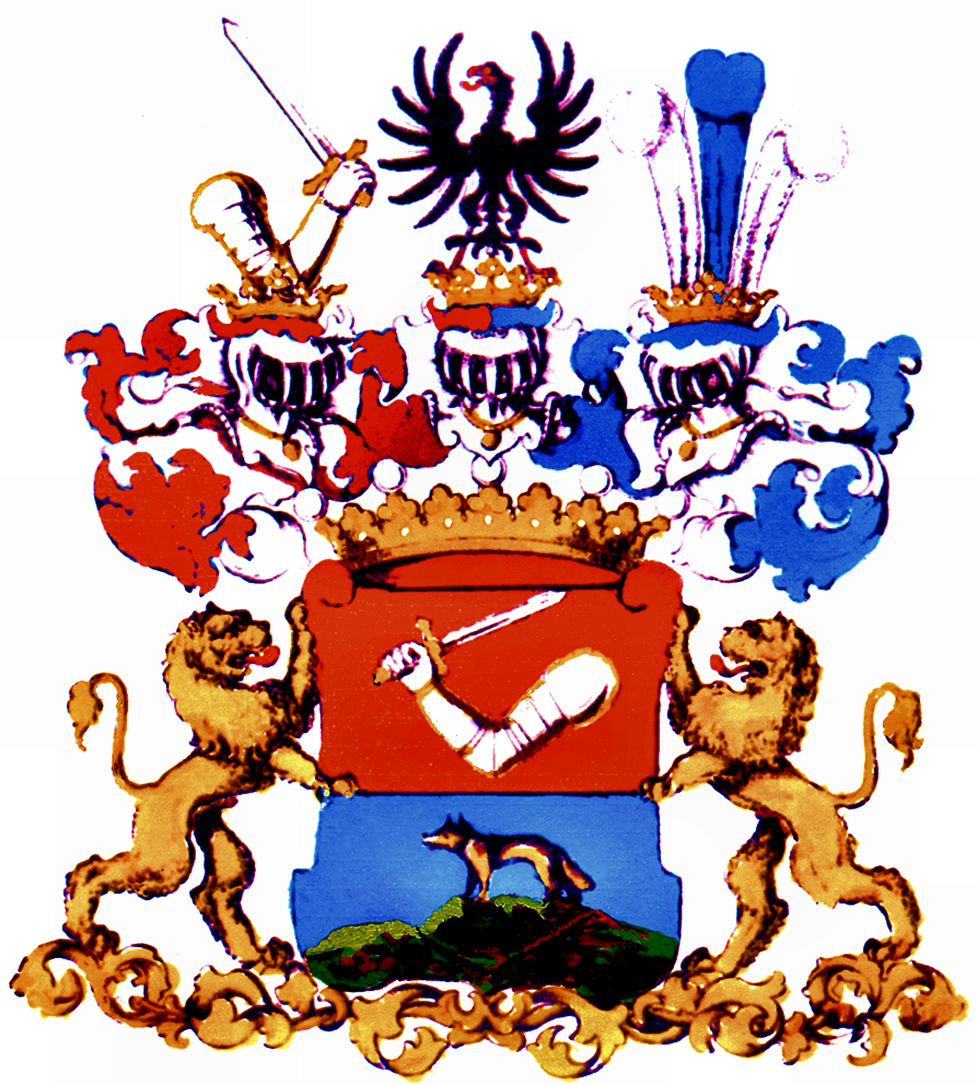
Erb Lenků z Wolfsberku v roce 1829

Wilhelm Lenk z Wolfsberku byl synem plukovníka a držitele vojenského řádu Marie Terezie Jakoba Lenka. Jeho nevlastním bratrem byl rakouský diplomat August Lenk.
Wilhelm se oženil 24. června 1833 v Mohuči s Eveline Aloisií Schreher. Měli spolu dva syny – Rudolfa (který také udělal kariéru v armádě) a Eugena a tři dcery - Eveline, Malwine a Bertu. Berta se narodila v roce 1848 v Mohuči, vdala se za poslance Říšské rady, velkostatkáře a majitele pivovaru barona Karla Boromejského Ferdinanda Putze z Rolsberku. O devět let starší Malvine se provdala za generálmajora Constantina Buola z Wischenau a zemřela v Opavě, jako její otec.

## Pozdější ohlasy
Firma Hirtenberger AG odvozuje svůj vznik od Lenkova vynálezu z roku 1849. Ve vzpomínkové publikaci ke 150. výročí jejího založení píše: „Vyráběla se zde střelná bavlna pro rakouské dělostřelectvo, aby se používala jako náhražka za jedinou tehdy známou pohonnou látku – černý prach. Za touto revoluční myšlenkou stál kapitán Wilhelm svobodný pán Lenk a Wolfsberku, kterého v tomto projektu podpořil generální ředitel dělostřelectva Franz rytíř z Hauslohu." Kvůli výše zmíněným obavám, byla ovšem výroba střelné bavlny zastavena a prášek z nitrocelulózy se neměl používat ve zbraních a střelivu až do roku 1890. V 90. letech 19. století se střelná bavlna stala nenahraditelným materiálem při výrobě prvních torpéd.
Roku 2014 u příležitosti 150. výročí registrace Lenkova patentu na „stabilizovanou nitrocelulózu“ přejmenoval Rakouský úřad pro výzbroj a obrannou techniku velitelskou budovu své střelnice ve Steinfeldu na „Kommandogebäude Lenk“.

## Vyznamenání
Wilhelm Lenk z Wolfsburku obdržel řadu ocenění, včetně:
- Rytířský kříž Leopoldova řádu dne 10. srpna 1854 [20]
- Ruský Řád svatého Stanislava II. třídy, před rokem 1860 [21]
- Pruský Řád červené orlice II. třídy v roce 1861 [22] [23]
- Komandérský kříž Řádu svatého Michaela za zásluhy[24], císařské schválení dne 4. prosince 1863
- Vojenský záslužný kříž od císaře Františka Josefa I. dne 13. září 1866 [25]